# 网络游戏防沉迷系统
網絡遊戲防沉迷系统是根据中华人民共和国新闻出版总署所发布的《网游防沉迷系统标准》而开发的一套系统，于2007年推行至今，目标是针对未成年人进行限制，以达到防止其長期沉迷於网络游戏的效果。新闻出版总署在2021年8月根据习近平总书记关于青少年工作重要指示，下达了《关于进一步严格管理 切实防止未成年人沉迷网络游戏的通知》。网络游戏防沉迷系统声称自己是“目前世界上最先进和高效的防沉迷系统”，而嚴苛的規定，因此也引發了一些爭議。

## 发展历程

### 早期
2005年8月，新闻出版总署通知中国七家主要网络游戏公司（盛大、网易、九城、光通、金山、新浪、搜狐等），共同签署《网络游戏防沉迷系统开发使用责任书》，启动防沉迷相关工作。2006年3月，系统开始试运行。
2007年4月15日，新闻出版总署等八部门发布《关于保护未成年人身心健康 实施网络游戏防沉迷系统的通知》，要求所有网络游戏从7月16日开始正式使用防沉迷系统。
根据规定，未成年人每日游玩游戏3小时后，游戏收益下降为50%；游玩5小时后，游戏收益下降为零。

### 强化
2019年10月25日，国家新闻出版署发布《关于防止未成年人沉迷网络游戏的通知》，要求：每日22时至次日8时，网络游戏企业不得以任何形式为未成年人提供游戏服务。网络游戏企业向未成年人提供游戏服务的时长，法定节假日每日累计不得超过3小时，其他时间每日累计不得超过1.5小时。同时还限制了未成年用户的充值金额。
2021年8月30日，国家新闻出版署发布《关于进一步严格管理 切实防止未成年人沉迷网络游戏的通知》，要求从9月1日起，所有网络游戏企业仅可在周五、周六、周日和法定节假日每日20时至21时向未成年人提供1小时网络游戏服务。

## 评价
根据中华人民共和国新闻出版总署“反沉迷系统”负责人寇晓伟在采访中的回答：“所以我们非常明确如果这个系统试运行之后完善了，取得了很好的结果，得到了社会的充分的认可，那么我们肯定要在所有的网络游戏实行这个防沉迷系统。”
另一方面，對於該系統逐漸苛刻的一些爭議，中國國家新聞出版署就這些質疑进行解释說明，肯定了適度遊戲能加強家庭氣氛，以及對於藝術和想像力發展的積極性，同時指出沉迷的責任在家長，主要是對孩子關注不足，不宜將自己的不當監管推卸給遊戲，對於益智類型的遊戲、高質量的作品不限制，可以自行陪同把控遊玩。一些新聞評論道，未成年人在公司收入的佔比其實不高，認為這不會影響遊戲產業的發展，反而讓廠商有所依靠，在這個號稱一步到位的嚴厲監管中，並承認有些細節沒有做到適切和精準的目的，認為接下來應該落實分級制度，能夠放開全力去製作優良的遊戲，繼續引導和做大中國電子遊戲文化才是目标。

## 漏洞与質疑
虽然网络游戏公司在注册时能要求验证注册者的身份证明，从而达到识别未成年人的目的，但是未成年人可通过盗用成年人的身份证明从而避免受到防沉迷系统的限制。